# Beowulf-cluster

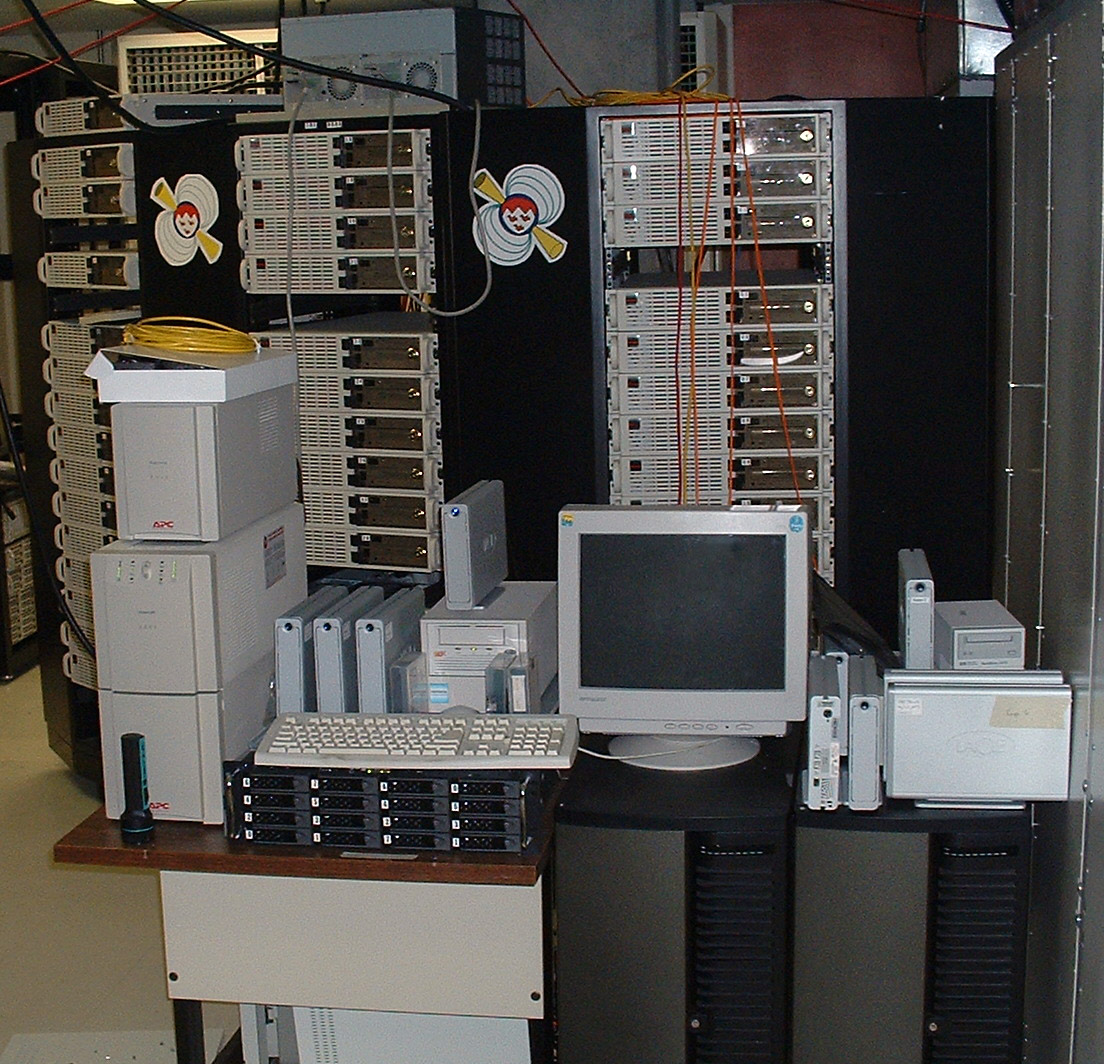
The Borg, een 52-node Beowulf cluster gebruikt door de McGill Universiteit(VS) pulsar groep om te helpen bij hun onderzoek naar het pulserende ritme van binaire pulsars.

Beowulf is een ontwerp voor high-performance clusters gebaseerd op de goedkope personal computer hardware. In eerste instantie ontworpen door Donald Becker, toen werkzaam bij NASA, worden Beowulf-systemen nu wereldwijd ingezet als ondersteuning voor, voornamelijk, wetenschappelijk onderzoek. 
Een Beowulf-cluster is, meestal, een aantal gelijkwaardige systemen werkend op een open source UNIX-achtig besturingssysteem zoals Linux of BSD. De systemen zijn onderling verbonden via een TCP/IP-netwerk (vaak wordt hierbij gekozen voor Myrinet of InfiniBand). Om de systemen in een dergelijk cluster met elkaar samen te laten werken zijn op de systemen programmabibliotheken en programma's geïnstalleerd die de onderlinge procescommunicatie regelen.  
Er is geen specifieke software die een cluster als Beowulf typeert. Gewoonlijk worden MPI (Message Passing Interface) en PVM (Parallel Virtual Machine) als programmabibliotheken gebruikt om parallelle verwerking mogelijk te maken. Beide bieden ze de programmeur de mogelijkheid om taken te verdelen over een groep verbonden systemen en vervolgens de resultaten te vergaren en deze aan te bieden aan de eindgebruiker. 
Een interessante ontwikkeling op dit gebied is het gebruik van Knoppix bootable CDs in combinatie met openMosix. Op deze manier kan een cluster worden opgezet zonder specifieke instellingen. Het is schaalbaar tot een groot aantal systemen. Computers die op deze manier worden opgestart vormen automatisch een beowulf-cluster. 
Er zijn een groot aantal Linuxdistributies ontwikkeld voor Beowulf-clustering. Onder andere:
- ClusterKnoppix (gebaseerd op Knoppix)
- Dynebolic (toegespitst op multimediaproducties)
- Rocks Linux
- Oscar
- Scyld
- Clustermatic

## Voorbeelden
- Kentucky Linux Athlon Testbed (KLAT2)
- Stone Soupercomputer